# Aleksandar Kitinov
Aleksandar Kitinov (mazedonisch Александар Китинов; * 13. Januar 1971 in Skopje) ist ein ehemaliger nordmazedonischer Tennisspieler.

## Karriere
Kitinov wurde 1992 Tennisprofi. 1994 gewann er in Ostende seinen ersten von insgesamt zwölf Doppeltiteln auf der ATP Challenger Tour. Seinen ersten Titel auf der ATP World Tour feierte er 1997 in Bournemouth an der Seite von Kent Kinnear. Weitere Turniersiege errang er in Basel sowie in Bukarest. Seine höchsten Weltranglistennotierungen erreichte er 1996 mit Platz 296 im Einzel sowie 1999 mit Position 38 im Doppel.
Im Einzel konnte er sich nie für ein Grand-Slam-Turnier qualifizieren. In der Doppelkonkurrenz erreichte er 2001 an der Seite von Nenad Zimonjić das Achtelfinale von Wimbledon, zudem erreichte er 1998 bei den Australian Open zusammen mit Eva Melicharová das Viertelfinale im Mixed.
Kitinov spielte zwischen 1992 und 1995 vier Einzel- und fünf Doppelpartien für die mazedonische Davis-Cup-Mannschaft. Sein größter Erfolg mit der Mannschaft war die Teilnahme an der ersten Runde der Weltgruppe 1992 gegen Australien, welche die auf Zypern ausgetragene Begegnung mit 5:0 gewann; Kitinov trat nur im Doppel an.

## Erfolge
| Legende (Anzahl der Siege)    |
| Grand Slam                    |
| Tennis Masters Cup            |
| ATP Masters Series            |
| ATP International Series Gold |
| ATP International Series (3)  |
| ATP Challenger Tour (12)      |

| ATP-Titel nach Belag |
| Hartplatz (0)        |
| Sand (2)             |
| Rasen (0)            |
| Teppich (1)          |

### Doppel

#### Turniersiege

##### ATP Tour
| Nr. | Datum              | Turnier     | Belag       | Partner         | Finalgegner                      | Ergebnis          |
| --- | ------------------ | ----------- | ----------- | --------------- | -------------------------------- | ----------------- |
| 01. | 14. September 1997 | Bournemouth | Sand        | Kent Kinnear    | Alberto Martín Chris Wilkinson   | 7:6, 6:2          |
| 02. | 10. Oktober 1999   | Basel       | Teppich (i) | Brent Haygarth  | Jiří Novák David Rikl            | 0:6, 6:4, 7:5     |
| 03. | 16. September 2001 | Bukarest    | Sand        | Johan Landsberg | Pablo Albano Marc-Kevin Goellner | 6:4, 6:75, [10:6] |

##### ATP Challenger Tour
| Nr. | Datum              | Turnier       | Belag       | Partner          | Finalgegner                           | Ergebnis         |
| --- | ------------------ | ------------- | ----------- | ---------------- | ------------------------------------- | ---------------- |
| 01. | 16. Juli 1995      | Ostende       | Sand        | Clinton Ferreira | Emanuel Couto Tomáš Anzari            | 3:6, 7:6, 6:3    |
| 02. | 23. September 1996 | Budva         | Sand        | Nebojša Đorđević | Dušan Vemić Nenad Zimonjić            | 6:3, 6:2         |
| 03. | 29. September 1996 | Skopje        | Sand        | Nebojša Đorđević | Georg Blumauer Emanuel Couto          | 6:1, 6:1         |
| 04. | 24. November 1996  | Portorož      | Hartplatz   | Nebojša Đorđević | Mathias Huning Michael Kohlmann       | 7:5, 5:7, 6:3    |
| 05. | 13. April 1997     | Neapel        | Sand        | Tom Vanhoudt     | Tomás Carbonell Francisco Roig        | 7:6, 6:4         |
| 06. | 26. September 1999 | Stettin       | Sand        | Jack Waite       | Guillermo Cañas Martín Alberto García | 6:1, 5:7, 6:4    |
| 07. | 9. Juli 2000       | Venedig       | Sand        | Julián Alonso    | Andrea Gaudenzi Diego Nargiso         | 7:63, 7:5        |
| 08. | 12. August 2001    | Linz          | Sand        | Todd Perry       | Petr Luxa David Škoch                 | 2:6, 6:3, 6:4    |
| 09. | 9. September 2001  | Aschaffenburg | Sand        | Dušan Vemić      | Karsten Braasch Franz Stauder         | 6:73, 6:4, 7:66  |
| 10. | 27. Januar 2002    | Heilbronn     | Teppich (i) | Johan Landsberg  | František Čermák Ota Fukárek          | 6:75, 6:3, 6:1   |
| 11. | 22. September 2002 | Istanbul      | Hartplatz   | Lovro Zovko      | Noam Behr Tomáš Zíb                   | 4:6, 6:4, 6:25   |
| 12. | 2. Februar 2003    | Hamburg       | Teppich (i) | Magnus Larsson   | Todd Perry Jim Thomas                 | 4:6, 7:67, 7:610 |

#### Finalteilnahmen
| Nr. | Datum            | Turnier   | Belag     | Partner        | Finalgegner                    | Ergebnis       |
| --- | ---------------- | --------- | --------- | -------------- | ------------------------------ | -------------- |
| 01. | 13. Juli 1997    | Newport   | Gras      | Kent Kinnear   | Justin Gimelstob Brett Steven  | 3:6, 4:6       |
| 02. | 14. Februar 1999 | San José  | Hartplatz | Nenad Zimonjić | Mark Woodforde Todd Woodbridge | 5:7, 7:63, 4:6 |
| 03. | 11. Juli 1999    | Gstaad    | Sand      | Eric Taino     | Donald Johnson Cyril Suk       | 5:7, 6:74      |
| 04. | 25. Juli 1999    | Stuttgart | Sand      | Jack Waite     | Jaime Oncins Daniel Orsanic    | 2:6, 1:6       |